# Pellegrinisaurus powelli
Il pellegrinisauro (Pellegrinisaurus powelli) è un dinosauro erbivoro appartenente ai sauropodi. Visse nel Cretaceo superiore (Campaniano, circa 75 milioni di anni fa) e i suoi resti fossili sono stati ritrovati in Argentina.

## Descrizione
Questo dinosauro è stato descritto nel 1996, sulla base di resti precedentemente attribuiti a un altro dinosauro sauropode, Epachthosaurus. I resti fossili, ritrovati nella formazione Anacleto (Provincia di Rio Negro), comprendono un femore parziale, quattro vertebre dorsali e 26 vertebre caudali. Queste ultime possiedono caratteristiche uniche: l'ampiezza del centro vertebrale era circa il doppio dell'altezza, e le superfici laterali erano convesse dorsoventralmente. Nonostante i fossili siano incompleti, gli studiosi hanno ipotizzato che un esemplare adulto di Pellegrinisaurus potesse raggiungere, in vita, una lunghezza di 20 - 25 metri. Come tutti i sauropodi, Pellegrinisaurus possedeva un corpo massiccio sorretto da arti colonnari e una lunga coda. 

## Classificazione
Pellegrinisaurus era un tipico rappresentante dei titanosauri, un grande e diversificato gruppo di sauropodi caratteristici del Cretaceo e diffusi principalmente nei continenti meridionali. In particolare, alcune caratteristiche di Pellegrinisaurus richiamavano Saltasaurus e Neuquensaurus, altri titanosauri sudamericani di dimensioni minori, rappresentanti della branca più derivata di titanosauri (Saltasaurinae). Sembra che l'ambiente in cui visse Pellegrinisaurus, insieme ad altri titanosauri e a teropodi come Abelisaurus, fosse costituito da altipiani.